# Focus (singel Ariany Grande)
Focus – piosenka nagrana przez amerykańską piosenkarkę, Arianę Grande. Została wydana 30 października 2015 nakładem wytwórni Republic Records. Początkowo, piosenka miała być pierwszym singlem z trzeciego studyjnego albumu piosenkarki, Dangerous Woman. Nie weszła ona na ostateczną listę utworów wszystkich edycji albumu, z wyjątkiem japońskiego wydania. Zamiast Focus, pierwszym singlem została tytułowa kompozycja, Dangerous Woman.
Piosenka została napisana przez Arianę Grande, Savana Kotecha, Petera Svensson i Ilya Salmanzadeh. Zadebiutowała na 7. miejscu amerykańskiej listy Billboard Hot 100, sprzedając się w pierwszym tygodniu w 113 tys. egzemplarzy. Stała się szóstym singlem piosenkarki, który znalazł się w pierwszej dziesiątce notowania oraz czwartym, który w niej zadebiutował. Utwór otrzymał certyfikat platynowego singla, nadany przez RIAA oraz wygrał nagrodę na gali Radio Disney Music Awards 2016 w kategorii Najlepsza Taneczna Piosenka.

## Tło i wydanie
W lipcu 2015, Ariana Grande opublikowała na Instagramie swoje nieostre zdjęcie (ang. unfocused) z podpisem „focus”, oświadczając, iż była to aluzja. 15 września 2015, podczas programu The Tonight Show Starring Jimmy Fallon, piosenkarka oficjalnie zapowiedziała nowy singel oraz ujawniła datę jego wydania – 30 października 2015.
Wczesnym październikiem, za pośrednictwem Instagrama oraz Twittera, Ariana rozpoczęła publikację fragmentów tekstu piosenki oraz muzyki i teledysku. Pojawiały się również rozpikselowane wersje okładki utworu. Oficjalna okładka została opublikowana 14 października 2015. Na tydzień przed premierą Focus, 15-sekundowy fragment singla został wykorzystany w reklamie debiutanckiego zapachu piosenkarki, Ari by Ariana Grande.

### Usunięcie piosenki zDangerous Woman
Początkowo, piosenka miała być pierwszym singlem z trzeciego studyjnego albumu Ariany, który wtedy nosił nazwę Moonlight. Jednakże, w styczniu 2016, w programie Jimmy Kimmel Live! artystka powiedziała, że zmieni tytuł wydawnictwa na nazwę jednej z innych piosenek z albumu. Nowy tytuł wyjawiła 22 lutego 2016, natomiast 11 marca został wydany właściwy pierwszy, tytułowy singel z albumu, Dangerous Woman. Wraz z premierą, uruchomiona została przedsprzedaż albumu, jednak na liście piosenek nie został uwzględniony Focus. Wytwórnia piosenkarki potwierdziła później, że utwór nie pojawi się na standardowej edycji krążka. Kompozycja wchodzi jednak w skład japońskiego wydania jako bonusowy utwór.

## Kompozycja
Według Ryana Reed (redaktora pisma Rolling Stone), Focus jest utworem zbudowanym na charakterystycznych dla big bandów instrumentach dętych blaszanych. Struktura piosenki była mocno porównywana do pierwszego singla Ariany z drugiego albumu studyjnego My Everything (2014) – Problem. W wywiadzie dla Entertainment Tonight, Grande potwierdziła podobieństwo między kompozycjami, mówiąc, że Focus jest idealnym utworem obrazującym przejście z ostatniego albumu do nowego, ponieważ brzmi jak Problem 2.0. W refrenie singla pojawiają się wokale Jamiego Foxx.

## Sprzedaż
W Stanach Zjednoczonych, Focus zadebiutował na 7. miejscu listy Billboard Hot 100, stając się szóstym singlem Grande, który znalazł się w pierwszej dziesiątce tego notowania oraz czwartym, który w niej zadebiutował. W pierwszym tygodniu sprzedał się w ilości 113 tysięcy kopii. Utwór stał się również pierwszą solową kompozycją piosenkarki w top 10. Do marca 2016, Focus sprzedał się w USA w ilości 425 tys. egzemplarzy; RIAA przyznało mu certyfikat platynowego singla.
Focus zadebiutował na 10. miejscu oficjalnej listy sprzedaży singli w Wielkiej Brytanii, stając się trzecim po Problem i Bang Bang utworem Grande w pierwszej dziesiątce w tym kraju.

## Występy na żywo
Ariana Grande wykonała singel na żywo po raz pierwszy podczas imprezy halloweenowej iHeartRadio, 30 października 2015. Piosenkarka wystąpiła z nim również 22 listopada w trakcie gali American Music Awards 2015, co zostało nazwane przez amerykański magazyn Billboard „najlepszym punktem wieczoru”. Podczas przedsięwzięcia świątecznego Disneya, Grande zaśpiewała Focus wraz z coverem utworu Zero to Hero.

## Teledysk
Teledysk do Focus w reżyserii Hannah Lux Davis miał swoją premierę 29 października 2015. Hannah wyreżyserowała już wcześniej widea do dwóch utworów piosenkarki – Problem oraz Bang Bang. Teledysk zawiera reklamę smartfona Samsung Galaxy Note 5. 19 listopada 2015, Focus przekroczył liczbę 100 milionów wyświetleń, stając się jednocześnie ósmym certyfikowanym przez Vevo teledyskiem Ariany po Baby I. Do czerwca 2016, teledysk został wyświetlony na YouTube ponad 510 milionów razy.

### Streszczenie
Wideo rozpoczyna się scenami z Arianą w dwuczęściowym stroju i platynowych włosach (takich, jak na okładce singla). Wykonuje kilka różnych poz, stojąc oraz tańcząc w kolistym kształcie. Koło przypomina obiektyw fotograficzny i jest jednym z nawiązań do utworu, Focus. Kiedy fabuła rozwija się, Grande wraz z tancerkami wykonuje choreografię. Podczas bridge, wszyscy mają na sobie dopasowane stroje, w większości czarne z białymi gwiazdkami (tancerze – spodnie, natomiast Ariana – body). Teledysk kończy się przyjęciem przez piosenkarkę finałowej pozy.

## Lista utworów
- CD Maxi Singel (Tylko w Japonii)[26]

1. „Focus”
2. „Focus” (wersja karaoke)
3. „アリアナから日本語メッセージ” („Japońskie wiadomości od Ariany”)

- Digital download[27]

1. „Focus” – 3:31

## Formaty wydań
Japoński maxi singel zawiera w zestawie:
Edycja standardowa
- jeden dysk (singel CD)
- mini kalendarz
- mini plakat

Edycja specjalna/limitowana
- jeden dysk (singel CD)
- plakat
- zeszyt A7

## Notowania
| Notowanie (2015-2016)                                  | Najwyższa pozycja |
| ------------------------------------------------------ | ----------------- |
| Australia (ARIA)                                       | 10                |
| Austria (Ö3 Austria Top 40)                            | 9                 |
| Belgia (Ultratop 50 Flandria)                          | 14                |
| Belgia (Ultratop 50 Walonia)                           | 33                |
| Kanada (Canadian Hot 100)                              | 8                 |
| Kanada (CHR/Top 40 – Billboard)                        | 11                |
| Kanada (Hot AC – Billboard)                            | 23                |
| Czechy (Rádio Top 100)                                 | 41                |
| Czechy (Singles Digitál Top 100)                       | 8                 |
| Dania (Tracklisten)                                    | 30                |
| Europa (Euro Digital Songs)                            | 9                 |
| Francja (SNEP)                                         | 29                |
| Grecja (Digital Songs – Billboard)                     | 2                 |
| Niemcy (GfK Entertainment Charts)                      | 18                |
| Węgry (Single Top 40)                                  | 12                |
| Irlandia (IRMA)                                        | 14                |
| Izrael (Media Forest)                                  | 4                 |
| Izrael (Media Forest TV Airplay)                       | 1                 |
| Włochy (FIMI)                                          | 8                 |
| Japonia (Japan Hot 100)                                | 19                |
| Japonia (Hot Overseas – Billboard)                     | 1                 |
| Meksyk (AMPROFON)                                      | 11                |
| Holandia (Dutch Top 40)                                | 7                 |
| Holandia (Single Top 100)                              | 9                 |
| Nowa Zelandia (Recorded Music NZ)                      | 16                |
| Norwegia (VG-Lista)                                    | 20                |
| Portugalia (Digital Songs – Billboard)                 | 9                 |
| Rosja (Russian Music Charts)                           | 143               |
| Szkocja (Official Charts Company)                      | 7                 |
| Słowacja (Rádio Top 100)                               | 69                |
| Słowacja (Singles Digitál Top 100)                     | 10                |
| Korea Południowa (International Chart – Gaon)          | 10                |
| Hiszpania (PROMUSICAE)                                 | 4                 |
| Szwecja (Sverigetopplistan)                            | 14                |
| Szwajcaria (Schweizer Hitparade)                       | 16                |
| Wielka Brytania (Singles – Official Charts Company)    | 10                |
| Stany Zjednoczone (Billboard Hot 100)                  | 7                 |
| Stany Zjednoczone (Adult Top 40 – Billboard)           | 38                |
| Stany Zjednoczone (Dance/Mix Show Airplay – Billboard) | 18                |
| Stany Zjednoczone (Dance Club Songs – Billboard)       | 24                |
| Stany Zjednoczone (Mainstream Top 40 – Billboard)      | 13                |
| Stany Zjednoczone (Rhythmic – Billboard)               | 11                |
| Wenezuela (English – Record Raport)                    | 13                |
| Wenezuela (Pop – Record Raport)                        | 25                |

## Certyfikaty
| Region                   | Certyfikat | Sprzedaż |
| ------------------------ | ---------- | -------- |
| Australia (ARIA)         | Złoto      | 35,000   |
| Kanada (Music Canada)    | Złoto      | 40,000   |
| Włochy (FIMI)            | Platyna    | 50,000   |
| Polska (ZPAV)            | 2x Platyna | 40,000   |
| Korea Południowa (Gaon)  |            | 56,000   |
| Hiszpania (PROMUSICAE)   | Złoto      | 20,000   |
| Szwecja (GLF)            | Platyna    | 40,000   |
| Wielka Brytania (BPI)    | Srebro     | 200,000  |
| Stany Zjednoczone (RIAA) | Platyna    | 425,000  |